# Mónica Silvana González
Mónica Silvana González (Buenos Aires, 12 febbraio 1976) è una politica spagnola nata in Argentina, membro della Commissione esecutiva federale del Partito Socialista Operaio Spagnolo (PSOE) e dal 2009 europarlamentare. In precedenza è stata membro dell'Assemblea di Madrid.

## Biografia
Nata il 12 febbraio 1976 a Buenos Aires, Argentina. A 4 anni si trasferisce nella città di Esquina (provincia di Corrientes). Laureata in turismo presso l'Universidad Nacional del Nordeste di Corrientes, nel 1998 è andata in Spagna, dove ha studiato all'Università Alcalá de Henares.
Si è unita al Partito Socialista Operaio Spagnolo, è diventata coordinatrice del gruppo PSOE Latinos Socialistas. Negli anni 2007-2015 ha fatto parte dell'assemblea comunale di Alcalá de Henares. All'interno delle autorità cittadine era responsabile della cooperazione internazionale, dell'assistenza sanitaria e dei servizi sociali. Alle elezioni del 2015, è stata eletta all'Assemblea di Madrid. Nel 2017 ha fatto parte della massima leadership federale del PSOE come segretaria per la diversità e i movimenti sociali.
Alle elezioni europee del 2019, ha ottenuto il mandato di eurodeputata della IX legislatura.